# روزگار تلخ
روزگار تلخ (به ترکی استانبولی: Acı Hayat) مجموعهٔ تلویزیونی در ژانر درام و اکشن ساخت ترکیه‌ و تهیه‌کنندگی عثمان سیناو به کارگردانی عبدالقادر جیلان اده است. کنعان ایمیرزالی‌اوغلو، سلین دمیرآتار، اغوز گاللی، ابرو کوجاعا، احمد ینیلمز و مراد سویدان در آن به ایفای نقش پرداخته‌اند. این مجموعه از سال ۲۰۰۵ تا ۲۰۰۷ از شبکه شو تی‌وی ترکیه پخش شد. این مجموعه شامل ۲ فصل است که پس از پخش ۵۹ قسمت پایان یافت. لازم به ذکر است که این سریال محبوب‌ترین سریال بین مردم ترکیه و سایر کشورها شده‌است.

## خلاصۀ داستان
مهمت (کنعان ایمیرزالی‌اوغلو) و نرمین (سلین دمیرآتار) به شدت عاشق یکدیگر هستند. هر دو در حومه استانبول زندگی می‌کنند و سعی می‌کنند با سخت‌کوشی هر روز یک قدم جلوتر از فقر بمانند. تنها هدف آنها ازدواج و داشتن یک خانه خوب است. در حالی که مهمت به عنوان جوشکار در یک کارخانه کشتی‌سازی کار می‌کند و نرمین به عنوان مانیکوریست در یکی از معروف‌ترین سالن‌های زیبایی کار می‌کند. اما با وجود تلاش بسیار، آنها هرگز پول کافی برای تحقق رویای خود به دست نمی‌آورند. اندر (اغوز گاللی)، یکی از پسرهای خوش‌گذران استانبول، نرمین را می‌بیند و عاشق او می‌شود. نرمین که نمی‌تواند به آرزوهایش جامه عمل بپوشاند، ناراحت می‌شود، در حالت مستی و بزرگ‌ترین اشتباه زندگی‌اش را مرتکب می‌شود و شب را با اندر می‌گذراند و در نهایت چاره‌ای جز ازدواج با او ندارد. او زندگی فقیرانه قدیمی و تنها عشق واقعی خود را پشت سر می‌گذارد و زندگی جدیدی را با ثروت با اندر آغاز می‌کند. مهمت دل‌شکسته تصمیم می‌گیرد از اندر انتقام بگیرد که تنها عشقش را از او گرفته است. او می‌داند که خانواده اندر پولدار و شرور هستند، بنابراین تصمیم می‌گیرد با سرقت پول از آنها پولدار شود تا بتواند آنها را در بازی خودشان شکست دهد. اما با وجود همه چیزهایی که مهمت از سر می‌گذراند، نمی‌تواند عشق و زخم‌های نرمین را به او فراموش کند. با اینکه فکر می‌کند نرمین به خاطر پول به او خیانت کرده است، دیوانه‌وار عاشق او می‌شود. او تا آخر برای عشق از دست رفته‌اش می‌جنگد.

## بازیگران و شخصیت‌ها
- کنعان ایمیرزالی‌اوغلو در نقش مهمت کوزوالی
- سلین دمیرآتار در نقش نرمین ییلدیز
- اغوز گاللی در نقش اندر کروانجی‌اوغلو
- ابرو کوجاعا در نقش فیلیز کروانجی‌اوغلو
- احمد ینیلمز در نقش حسن جین
- اکین ترکمن در نقش اوزلم کوزوالی
- مراد سویدان در نقش جلال کوزوالی
- مرال اورهونسای در نقش سلطان کوزوالی
- فردی مرتر در نقش صفا کروانجی‌اوغلو
- آنتا توروس در نقش بلقیس کروانجی‌اوغلو

## پیوندها به بیرون
- وبگاه رسمی
- روزگار تلخ در بانک اطلاعات اینترنتی فیلم‌ها (IMDb)